# Magistratura
La magistratura (genericamente anche autorità giudiziaria), in diritto, nell'accezione moderna del termine, identifica un complesso di strutture e istituzioni volte all'amministrazione della giustizia e soggette alla titolarità di singoli individui, detti magistrati.

## Funzioni e poteri
La magistratura esercita il potere giudiziario, uno dei tre poteri dello Stato di diritto nella teoria classica di Montesquieu. In generale, essa ha infatti competenza su tutte le branche del diritto in cui vi sia una funzione giudicante, e la funzione classica (e per alcuni sistemi tipica) del magistrato è quella di giudice; in dipendenza di questo aspetto, si possono, perciò, avere anche magistrature specializzate per materie (magistratura militare, civile, penale, fallimentare, contabile, tributaria, amministrativa, ecc).
All'interno dei vari ordinamenti si possono però avere ulteriori distinzioni. Una delle più note, con speciale riferimento al diritto processuale penale, è quella fra magistratura giudicante e magistratura requirente, a seconda che l'ordinamento giuridico di appartenenza preveda che l'ufficio della pubblica accusa sia o meno riservato alla competenza esclusiva di membri appartenenti all'ordine giudiziario, in base cioè alla classificazione formale dei cittadini ammessi a questa funzione pubblica.

## Caratteristiche

### Requisiti per l'accesso
A seconda degli ordinamenti, la magistratura si differenzia inoltre per la modalità di accesso ai ruoli, cioè per il modo di scelta di coloro che dovranno farne parte. In genere la selezione si effettua per titoli (cioè per possesso di determinati requisiti) o per concorso, oppure si ha la nomina elettiva; in alcuni sistemi si hanno anche combinazioni fra queste modalità o modalità differenziate per i diversi ruoli previsti. Le magistrature possono poi, in alcuni sistemi, godere di un autonomo organismo di controllo e gestione del suo operare interno allo stesso ordine giudiziario, organismo che ha perciò funzioni di "autogoverno".

### L'indipendenza
Le magistrature statali si differenziano infine per il grado di indipendenza loro garantito nei rispettivi sistemi, con particolare riguardo ai rapporti con gli altri poteri dello stato (potere legislativo e potere esecutivo). A questo aspetto possono legarsi immunità o altre garanzie, anche incidenti sulla responsabilità relativa all'operato dei magistrati, dove queste siano riconosciute necessarie per preservare l'azione giudiziaria da condizionamenti o menomazioni della libertà di espletamento della funzione.
A garanzia di interessi più generali, invece, molti ordinamenti prevedono norme con vario grado di rigorosità statuenti principi di inamovibilità e non ricusabilità (almeno dove risulterebbe ingiustificata) del magistrato.

## Nel mondo
Nei sistemi di civil law, seppur non in tutti, la magistratura comprende anche la funzione accusatoria e al suo interno, perciò, oltre ai giudici, operano anche magistrati chiamati al ruolo di pubblico ministero.
Nei sistemi di common law, invece, la funzione accusatoria è classicamente delegata al prosecutor; il prosecutor, che svolge le funzioni di pubblico ministero nel processo penale, è tipicamente un avvocato. Nell'esercizio di tali funzioni è considerato un professionista legale, soggetto alle relative responsabilità, sebbene dipenda dallo stato o da un ente pubblico territoriale. In tali sistemi il prosecutor, pur essendo organo pubblico, non esercita un'azione pubblica, ma formalmente un'azione popolare, la stessa che potrebbe esercitare qualunque cittadino in qualità di private prosecutor. In questo senso va intesa la tradizionale affermazione secondo cui nel diritto inglese non esisterebbe il pubblico ministero.
In molti ordinamenti di common law (Australia, Canada, Inghilterra e Galles, Irlanda del Nord, Sudafrica, ecc.) i prosecutor fanno capo al director of public prosecutions, di nomina governativa; questo, di solito, dipende a sua volta dall'attorney general, che fa parte del governo, ma alcune costituzioni più recenti (ad esempio quella sudafricana) tendono a garantirgli una posizione d'indipendenza. In altri ordinamenti i prosecutor fanno invece capo all'attorney general.

### Francia
L'accesso avviene per concorso pubblico, del reclutamento e la formazione si occupa la École nationale de la magistrature.

### Italia
L'accesso alla magistratura italiana avviene per concorso pubblico, secondo i principi stabiliti dalla Costituzione repubblicana.

### Germania
In Germania ogni singolo Land ha un proprio sistema giudiziario e organizza in proprio la formazione dei magistrati, come anche il loro reclutamento e la loro carriera.

### Stati Uniti d'America
Negli Stati Uniti i prosecutors che operano presso le corti federali dipendono dall'attorney general federale; quelli che operano presso le corti statali fanno invece capo ad organi locali variamente denominati (ad esempio, district attorney, Commonwealth's attorney, State's attorney, county attorney), soggetti alla vigilanza dell'attorney general dello Stato; in alcuni Stati i prosecutors sono nominati dal capo dell'esecutivo locale (della contea, città, ecc.), mentre in altri sono eletti dal popolo.